# Heinrich Kayser
Heinrich Gustav Johannes Kayser (Bingen am Rhein, 16 de março de 1853 — Bonn, 14 de outubro de 1940) foi um físico alemão.
Foi desde 1 de março de 1878, durante sete anos e meio, assistente de Hermann von Helmholtz no Physikalischen Institut da Friedrich-Wilhelms-Universität, onde obteve em 6 de fevereiro de 1879 um doutorado, orientado por Hermann von Helmholtz, com uma tese sobre as propriedades de ondas sonoras.
Kayser descobriu a ocorrência de hélio na atmosfera terrestre. Em trabalho conjunto com Carl Runge, examinou o espectro de elementos químicos. Em 1905 escreveu um artigo sobre a teoria do elétron.
A unidade Kayser do sistema CGS de unidades, associada com o número de onda, foi denominada em sua memória.
Foi eleito membro estrangeiro da Royal Society eleitos em 1911.

## Publicações selecionadas
- Kayser, Heinrich, Handbuch der Spektroskopie, 8 Volumes, Leipzig, S. Hirzel, 1900–1932
- Kayser, Heinrich, Tabelle der Schwingungszahlen der auf das Vakuum reduzierten Wellenlängen zwischen 2.000 Å und 10.000 Å, Leipzig, S. Hirzel, 1925
- Kayser, Heinrich, Tabelle der Hauptlinien der Linienspektra aller Elemente nach Wellenlängen geordnet, Berlin, J. Springer, 1926 (reimpressão 1968)
- Kayser, Heinrich, Lehrbuch der Spektralanalyse, Berlin, J. Springer, 1883
- Kayser, Heinrich, Die Elektronentheorie, Rohrscheid und Ebbecke, Bonn 1903